# Harina Mezcla Tradicional Zamorana

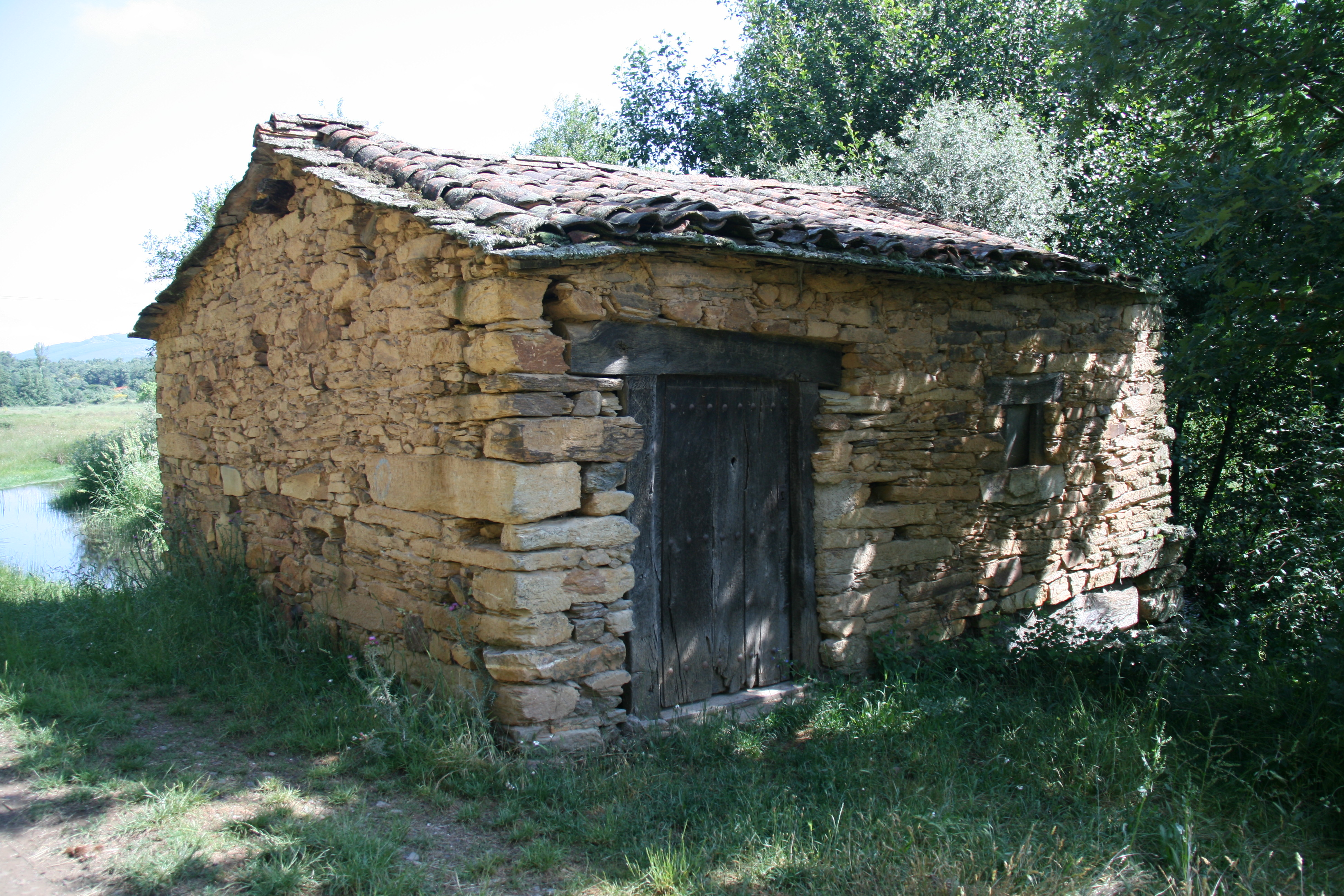
Una aceña en la ribera del río Aliste, tradicionalmente se molía (molturada) las cosechas de trigo en estas aceñas impulsadas por corrientes de agua.

La Harina Mezcla Tradicional Zamorana (abeviado como HMTZ) es una mezcla de harinas de seis fábricas zamoranas (de variedades de trigo procedente de triticum aestivum y triticum durum), al que se incluye harina molturada en molino de piedra (en proporción de 10%). Moler el trigo con este tipo de molinos proporciona un sabor final a los productos de harina que recuerda a antaño. Se emplea fundamentalmente en la elaboración de pan artesanal así como otros productos de la repostería tradicional zamorana.

## Harineras zamoranas
Las seis harineras aceptadas por la marca de calidad son: Carbajo Hermanos, Hijos de Emilio Colino, hijo de Miguel Carbajo, Gabino bobo y Marcelino Zarzuelo Casas.